# Ferula glabrifolia
Ferula glabrifolia är en växtart i släktet Ferula och familjen flockblommiga växter.
Arten är en perenn ört som förekommer i södra Kaukasus och nordvästra Iran. Den beskrevs först som Dorema glabrum av Friedrich Ernst Ludwig Fischer och Carl Anton von Meyer 1835 och fick sitt nu gällande namn av Mehrnoush Panahi, Marcin Piwczyński, Radosław Puchałka och Krzysztof Spalik 2015.